# 中村梅吉
中村 梅吉（なかむら うめきち、1901年3月19日 - 1984年8月4日）は、日本の政治家、弁護士、第57代衆議院議長（在任期間、1972年12月22日 - 1973年5月29日）。長男は元衆議院議員の中村靖。

## 来歴・人物
東京府北豊島郡下練馬村（現、練馬区練馬）出身。農家の次男に生まれる。
1923年、法政大学専門部法科を卒業。大学在学中は法政大学弁論部に所属していた。三木武吉法律事務所で弁護士修業を始めたのが政治に関わるきっかけとなる。1928年に東京府会議員、1936年に立憲民政党から衆議院議員に初当選。以後通算当選12回。三木武吉の直系として行動を共にする。
1946年から1951年まで公職追放。国政復帰後の1953年、三木の盟友鳩山一郎と吉田茂の対立が抜き差しならないものになり、他の鳩山派のメンバーとともに自由党を離党。鳩山の復党後も反吉田「8人の侍」として三木、河野一郎らと日本自由党を結成、政務調査会長となる。日本自由党はその後自由党の鳩山派、岸派、改進党ともに日本民主党を結成する。
保守合同で自由民主党が結成された後は河野派 - 中曽根派の幹部として重きをなし、温厚な人柄から各内閣で閣僚・党幹部に起用された。1956年、石橋内閣で法務大臣として初入閣。1957年、第1次岸内閣で引き続き法務大臣。1959年、党政務調査会長。1960年、第2次池田内閣の建設大臣。1964年、党総務会長。1965年、第1次佐藤第1次改造内閣で文部大臣に就任。他に党国会対策委員長、党東京都連会長等も務めた。また、1967年に河野派が分裂して中曽根派が結成された際には、野田武夫とともに長老として派内融和に努めた。
1972年、田中内閣時、衆議院議長に就任したが、1973年5月、特別国会が会期延長の自民党単独採決などで揉め、野党の審議拒否に。事態打開のため与野党間に割って入った議長は双方の妥協点を見つけ、「議長としてはもう単独採決はしない。委員会もそうしないよう努力する」という一札を作って歩み寄らせ、ようやく月末の29日審議再開という線で与野党合意が成立した。しかしその後の船田中元衆議院議長の叙勲祝賀会の席上で国会の収拾劇を説明しながら「野党から強行採決をするなと言われたが、慎重に処理すると言って（野党を）ごまかしておいた」と発言。野党から「与野党を取りまとめる立場の議長発言とは思えない」と追及され、辞任に追い込まれた。同年第2次田中角榮第1次改造内閣で法務大臣を務めたのち、1976年に政界を引退。1983年11月に勲一等旭日桐花大綬章を受章した。1984年8月4日脳梗塞により死去。83歳没。従二位。

## その他
- 映画監督の黒澤明は水素爆弾をテーマにした映画『生きものの記録』について試写に来た中村から「原水爆の何が恐い、あんな物はへでもない。」と言われたと語っている。それに対して黒澤は東宝に「(中村の発言を)新聞に出せ」と言ったと言う[3]。
- 中曽根派では「中曽根君を総理にするのが最後のご奉公だ」が口癖だった[2]。
- 公団住宅事件といわれる、建設大臣当時、庶民には高嶺の花だった公団住宅の一部屋をある親しい女性にそっと優先的に割り当てた、と某紙社会面にスクープされ謝罪した騒動があった。「新聞に出たその夜に、地元後援会の女子部の代表が十人以上で家に押しかけてきてね。「その女性と手を切らないなら今後一切応援しない。この場ではっきり、別れると約束しろ」というんだよ。困ったことになった、と思ったが、仕方ないから「明日朝返事します。一晩考えさせてください」と言ってその場を収めたんだ。翌朝早くまた来たから「一晩よく考えてみました。その結果、あの女性と別れるくらいなら選挙に落ちても仕方ないと覚悟しました」と答えたんだ。すると、代表の人もびっくりしたらしく、しばらくは黙ってしまったが、中から「ここまでいう先生は、もしかしたら女性の本当の味方かもしれない。このまま応援したらどうか」という意見が出てね、そのうちなんとなくそんな空気になって、最後はみんな納得して帰っていったよ。いやーあの時下手していたら、今まで来れなかったかもしれないね」[2]